# 하수일
하수일(河受一, 1553년 ~ 1612년)은 조선 중기에 활동한 학자이다. 자는 태이(太易), 호는 송정(松亭), 본관은 진주(晉州)이다. 삼청동방회서(三淸洞榜會書) 등을 지었다.